# ラッテフレンズ
ラッテフレンズは、2010年8月に結成された鳥取県・島根県の山陰地方初のローカルアイドルグループ。山陰放送所属。

## 概要
- 鳥取県米子市に本社がある山陰放送のマスコットキャラクター「ラッテちゃん」を全国にPRするために結成された。アイドルユニットとしては珍しい女子5人・男子4人混成ユニットでデビュー。
- ラッキィ池田の振り付けによる「ラッテちゃんダンス」がメインパフォーマンス。
- メンバーオーディションはサンミュージックアカデミー米子校受講生よりオーディションを行い決定された。
- 2012年8月24日に井次麻友・藤井美音によるユニット「Chelip｣結成。2012年10月17日に「Che Che Chelip〜魔法のコトバ〜」（作詞：小川ますみ 作曲：浜田ピエール裕介）でインディーズデビュー。
- 2012年10月から、米子市内のタレント育成カフェ「ドリームステージパス」にて岸典生、三輪楓が出演開始。
- 2013年3月23日に岸典生、三輪楓、岸田純希の男子3人による山陰初の男子アイドルユニット「if」が結成され、デビュー曲「DREAM」を発表。

## 略歴
- 2010年夏、メンバー選考。
- 2010年9月24日、BSSまつりのテレビとラジオ生放送にてデビュー。
- 2010年12月26日、山陰のアイドルでは初めて「U.M.U AWARD 2010JumpUp!!」（天王洲 銀河劇場）にてライブを行う。
- 2011年6月、上本真央が卒業。
- 2011年8月、三輪楓が加入。
- 2011年12月24日、新メンバー募集告知。
- 2012年3月、田中航平が卒業。
- 2014年9月25日、2代目リーダー小谷緑がTwitterで卒業を発表[1]。
- 2016年3月19日、初代リーダー岸田純希がBSSまつりにて卒業を発表(ユニットのifも同時卒業)。

## メンバー
| 名前     | ふりがな      | 生年月日       | 性別 | 愛称       | ユニット | 備考 |
| -------- | ------------- | -------------- | ---- | ---------- | -------- | ---- |
| 井次麻友 | いつぐ まゆ   | 1994年12月11日 | 女   | まゆ       | Chelip   |      |
| 藤井美音 | ふじい みおん | 1996年06月04日 | 女   | みおん     | Chelip   |      |
| 吉岡麗奈 | よしおか れな | 1997年04月07日 | 女   | れにゃん   |          |      |
| 平野笑夢 | ひらの えむ   | 1999年10月23日 | 女   | えむちゃん |          |      |
| 岸典生   | きし てんせい | 1995年05月11日 | 男   | きってん   | if       |      |
| 三輪楓   | みわ かえで   | 1995年06月05日 | 男   | かえで     | if       |      |

ラッテフレンズ公式ホームページより引用

## 元メンバー
| 名前      | ふりがな        | 性別 | 愛称               | 備考                                                                         |
| --------- | --------------- | ---- | ------------------ | ---------------------------------------------------------------------------- |
| 上本 真央 | うえもと まお   | 男   | まお・うえもとやん |                                                                              |
| 田中 航平 | たなか こうへい | 男   | こうへい           |                                                                              |
| 小谷 緑   | こたに みどり   | 女   | みどり             | 2代目リーダー                                                                |
| 岸田純希  | きしだ よしき   | 男   | よっちゃん         | 初代リーダー、ifにも所属していた。 2016/10/10〜STABOYSに柚希龍星と改名し加入 |

## ユニット
Chelip（チェリップ）
2012年8月24日に井次麻友、藤井美音の2人で結成。ラッテフレンズのメンバーでありながら「ラッテフレンズからは派生していない」という位置付けにある。
if（イフ）
2013年03月23日にYoshiki（岸田純希）、Tensei（岸典生）、Kaede（三輪楓）で結成された派生ユニット。2013年春のBSSまつりにて初披露。2016年春のBSSまつりにて岸田純希が卒業を発表。